# Occidryas chalcedona
Occidryas chalcedona är en fjärilsart som beskrevs av Doubleday 1847. Occidryas chalcedona ingår i släktet Occidryas och familjen praktfjärilar. Inga underarter finns listade i Catalogue of Life.